# 没𠼪皇后
没𠼪皇后（?—?），西夏景宗李元昊新皇后，姓没𠼪氏，大臣没𠼪皆山之女。
天授礼法延祚十年（1047年），没𠼪氏嫁太子宁令哥为妻，元昊见其貌美，于同年五月，夺为皇妃，号为新皇后。在天都山特建宫室居住，每天与她宴乐其中。引起内宫纷争，野利皇后失宠怨望，被废。宁林格深恨父亲夺妻，没藏讹庞因为妹妹没藏氏而升为西夏国相，他劝宁林格杀父自立为皇帝。天授礼法延祚十一年（1048年）正月十五，宁林格和野利浪烈闯入了元昊的住所，野利浪烈死在侍卫的乱刀之下，宁林格闯进内宅，一刀削掉了喝得大醉的元昊的鼻子，赶紧逃走，第二天，元昊伤重而死，享年46岁。
没藏讹庞控制了朝政，以弑君罪杀掉了宁林格和宁林格的母亲——被元昊废掉的野利皇后，拥立妹妹没藏氏年仅周岁的儿子李谅祚为皇帝，这就是夏毅宗。延嗣宁国元年（1049年），西夏与辽国战于贺兰山，兵败，没𠼪氏被辽兴宗所俘，安置于蓟州。